# 유정회

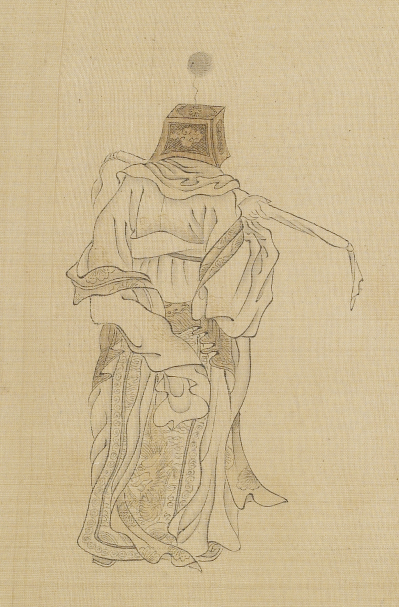
유정회

유정회(중국어 간체자: 刘政会, 정체자: 劉政會, 병음: Liú zhèng huì, 569년 ~ 635년)는 중국 당나라 때 군인이다.
북제의 중서시랑 유환준의 손자다.
수나라 대업 연간에 태원응양부 사마가 되어 당 공작 이연의 휘하에 속했다. 617년 이연이 태원에서 거병하기에 앞서 왕위·고군아를 사로잡아 공을 세웠다. 대장군부가 세워질 때 호조참군이 되었고, 장안이 평정되자 승상부연에 임명되었다. 618년 당나라가 건국되면서 위위소경에 임명되었고 태원의 부재를 맡았다. 619년 유무주가 병주를 공격하자 포로로 잡혔다. 620년 유무주가 패배하자 관작을 반환했다. 627년 홍주도독에 전출되고 실봉 3백 호를 하사했다. 635년 사망하자 민부상서로 추증되었다.

## 참고 자료
- 구당서 제58권 열전 제8 유정회전
- 신당서 제90권 열전 제15 유정회전